# Pinguim-de-barbicha
O pinguim-de-face-manchada ou pinguim-de-barbicha (Pygoscelis antarcticus) é uma espécie de pinguim que pode ser encontrada na Antártida e ilhas adjacentes.
A maior colónia conhecida fica na ilha de Zavadovski, no oceano glacial antártico. Apesar desta ilha se localizar nas águas tempestuosas e além de ser uma ilha vulcânica, as águas que a rodeiam são ricas e estes pinguins aproveitam-na. As crias nascem em janeiro, pois o calor do vulcão derrete a neve no início do ano.
Estes pinguins podem crescer até aos 70 cm de comprimento e têm uma alimentação baseada em krill e pequenos peixes. Tem garras pequenas que os ajudam a aderir à lava, quando voltem da pesca.
Os pinguins-chinstrap têm uma distribuição circumpolar. Eles reproduzem na Antártida, Argentina, Ilha Bouvet, Chile, Ilhas Falkland, Territórios Franceses do Sul e Geórgia do Sul e as Ilhas Sandwich do Sul. Indivíduos vagueantes foram encontrados na Nova Zelândia, nas ilhas de Santa Helena e Tristão da Cunha e na África do Sul. A população global é estimada em pelo menos 8 milhões.